# Stuck on You (canción de Lionel Richie)
«Stuck on You» (en español: «Atrapado en tí») es el título de una canción escrita y grabada originalmente por el cantautor estadounidense Lionel Richie, incluida en su segundo álbum de estudio en solitario, Can't Slow Down (1983). La empresa discográfica Motown Records la lanzó el 7 de mayo de 1984 como el cuarto sencillo del álbum. Tuvo éxito en las listas, en particular en Estados Unidos y el Reino Unido, donde alcanzó el número tres y el número 12, respectivamente. La canción se diferencia de otras composiciones de Richie, porque muestra influencia country pop en lugar de R&B. La foto de portada del sencillo muestra a Richie con un sombrero de vaquero. "Stuck on You" fue el séptimo sencillo de Richie en llegar al número uno en la lista de Adult Contemporary. La canción marcó el debut del cantante en la música country.

## Lista de canciones
Sencillo 7"
1. "Stuck on You"– 3:10
2. "Round and Round" – 4:48

Maxi 12"
1. "Stuck on You" – 3:10
2. "Round and Round" @– 4:48
3. "Tell Me" @– 5:28

## Posicionamiento
| Lista (1984)                                            | Posición más alta |
| ------------------------------------------------------- | ----------------- |
| Canada Top Singles (RPM)                                | 3                 |
| Canada Adult Contemporary (RPM)                         | 1                 |
| Canada Country Singles (RPM)                            | 18                |
| Irlanda (IRMA)                                          | 2                 |
| Sencillos del Reino Unido (The Official Charts Company) | 12                |
| U.S. Billboard Hot 100                                  | 3                 |
| U.S. Billboard Hot Adult Contemporary Tracks            | 1                 |
| U.S. Billboard Hot Country Singles & Tracks             | 24                |
| U.S. Billboard Hot Black Singles                        | 8                 |

### Sucesión en las listas
| Predecesor: «If Ever You're in My Arms Again» de Peabo Bryson | U.S. Billboard Hot Adult Contemporary Tracks — Sencillo N°. 1 4 de agosto de 1984 - 7 de septiembre de 1984 | Sucesor: «Leave a Tender Moment Alone» de Billy Joel |